# Nicola Walker
Nicola Walker (Londra, 15 maggio 1970) è un'attrice britannica.

## Biografia
Ha studiato alla Murray Edwards College dell'Università di Cambridge, dove si è anche avvicinata al mondo del teatro. Nel 2013 ha vinto il Laurence Olivier Award alla miglior attrice non protagonista per la sua interpretazione ne Lo strano caso del cane ucciso a mezzanotte al National Theatre nel 2013. Nel 2014 ha recitato nella produzione di Ivo van Hove di Uno sguardo dal ponte al Young Vic di Londra e l'anno successivo recita nel dramma anche a Broadway.. Nel 2021 l'attrice è protagonista della serie Annika, che narra le vicende di un’ispettrice della polizia da poco trasferita all’Unità Omicidi della Marina di Glasgow, in Scozia.
È sposata con l'attore Barnaby Kay e la coppia ha avuto un figlio, Harry, nato nel 2006.

## Filmografia parziale

### Attrice

#### Cinema
- Quattro matrimoni e un funerale (Four Weddings and a Funeral), regia di Mike Newell (1994)
- Shiner, regia di John Irvin (2000)
- Thunderbirds, regia di Jonathan Frakes (2004)
- Shooting Dogs, regia di Michael Caton-Jones (2005)

### Televisione
- Faith, regia di John Strickland – miniserie TV (1994)
- Pie in the Sky – serie TV, episodio 5x07 (1997)
- Touching Evil – serie TV, 16 episodi (1997-1999)
- Dalziel and Pascoe – serie TV, episodio 5x01 (2000)
- Spooks - serie TV, 57 episodi (2003-2011)
- Oliver Twist, regia di Coky Giedroyc – miniserie TV (2007)
- The Turn of the Screw, regia di Tim Fywell – film TV (2009)
- Luther – serie TV, episodio 1x04 (2010)
- Law & Order: UK – serie TV, episodio 4x01 (2010)
- Being Human – serie TV, episodio 3x05 (2011)
- New Tricks - Nuove tracce per vecchie volpi (New Tricks) – serie TV, episodio 9x02 (2012)
- Last Tango in Halifax – serie TV, 24 episodi (2012-2020)
- Scott & Bailey – serie TV, 4 episodi (2013)
- Babylon, regia di Danny Boyle, Sally El Hosaini e Jon S. Baird – miniserie TV (2014)
- Unforgotten – serie TV, 24 episodi (2015-2021)
- River, regia di Richard Laxton, Tim Fywell e Jessica Hobbs - miniserie TV, 6 puntate (2015)
- Collateral, regia di S. J. Clarkson – miniserie TV, 4 puntate (2018)
- The Split – serie TV, 18 episodi (2018-2022)
- Annika – serie TV, 6 episodi (2021-in corso)
- Marriage, regia di Stefan Golaszewski – miniserie TV (2022)
- Mary & George, regia di Oliver Hermanus, Alex Winckler e Florian Cossen – miniserie TV, puntate 2-3-4 (2024)

### Doppiatrice
- The Witcher 2: Assassins of Kings – videogioco (2011)
- 007 Legends – videogioco (2012)
- The Witcher 3: Wild Hunt – videogioco (2015)

## Doppiatrici italiane
Nelle versioni in italiano delle opere in cui ha recitato, Nicola Walker è stata doppiata da:
- Chiara Colizzi in Annika, Mary & George
- Anna Cesareni in Spooks
- Tiziana Avarista in Scott & Bailey
- Giuppy Izzo in Collateral